# جیانگل
جیانگل (به لاتین: Jiangle County) یک شهرستان در جمهوری خلق چین است که در سانمینگ واقع شده‌است.

## خصوصیات
جیانگل ۲٬۲۴۷ کیلومترمربع مساحت و ۱۴۸٬۸۶۷ نفر جمعیت دارد.